# Buganda
Buganda je království 52 klanů kmene Baganda; největší a nejvýznamnější z 5 tradičních království Ugandy. Rozkládá se na jihu Ugandy na západním a severním pobřeží Viktoriina jezera, a v současnosti zahrnuje ugandské distrikty Kalangala, Kayunga, Kiboga, Luwero, Masaka, Mpigi, Mubende, Mukono, Nakasongola, Rakai, Sembabule a Wakiso. Původně byl integrální součástí Bugandy také distrikt Kampala. Ten je však od obnovení království v roce 1993 uveden v ugandské ústavě jako „ugandský distrikt“, nikoli jako distrikt Bugandy. Buganda požaduje po ugandské vládě začlenění distriktu zpět do Bugandy. Buganda na západě hraničí s královstvími Ankole, Tóro a Buňorem-Kitarou, na severozápadě s Buňorem-Kitarou, na severovýchodě s územím bývalého distriktu Lango (moderní distrikty Apac a Lira), na východě s královstvím Busoga, na jihu pak s Tanzanií. Součástí Bugandy je i většina ugandské části Viktoriina jezera. S výjimkou území distriktu Kampala je tedy Buganda totožná s formální ugandskou Centrální oblastí. Metropolí Bugandy je Kampala, která však od roku 1993 není součástí obnoveného království.

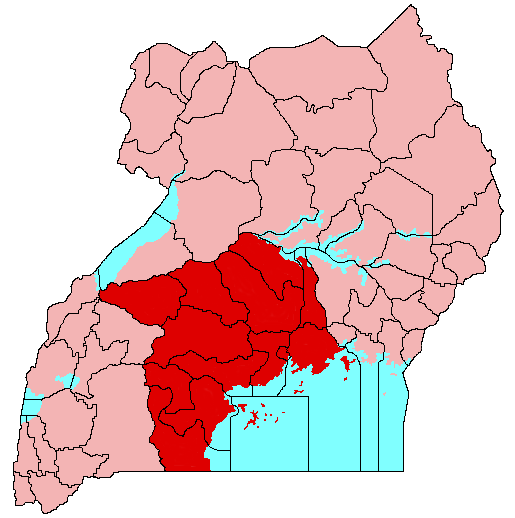
Království Buganda v letech 1900–1964
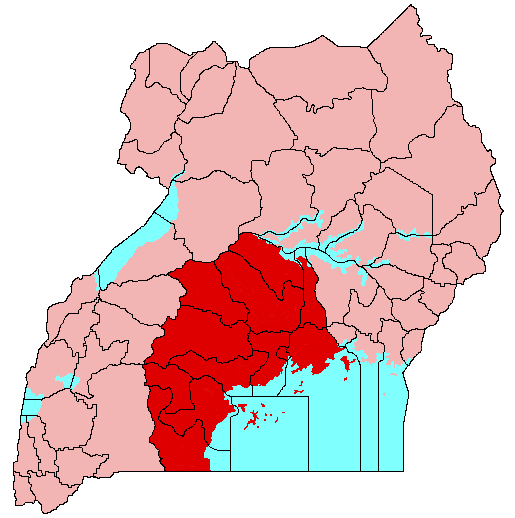
Království Buganda od roku 1965

## Demografie
Jako v celé Ugandě je i zde úředním jazykem angličtina. Jinak se zde hovoří vesměs bantuskými jazyky. Bugandu obývá především kmen Baganda hovořící jazykem luganda. Na severu Bugandy žije kmen Baruli, hovořící jazykem ruruli.

## Politika
Zdejší král má titul kabaka (Kabaka wa Buganda). Jeho sídlem je palác Twekobe. Zdejší parlament se nazývá lukiiko a předseda vlády má označení katikkiro. Od obnovení království v roce 1993 však žádná z bugandských institucí nemá reálnou moc. Království Buganda usiluje o autonomii a přeměnu Ugandy ve federaci.